# أرنولد بيرش
أرنولد بيرش (بالإنجليزية: Arnold Birch)‏ (1891 في المملكة المتحدة - 1964) هو لاعب كرة قدم بريطاني (وحمل سابقاً جنسية المملكة المتحدة لبريطانيا العظمى وأيرلندا) في مركز حراسة المرمى. لعب مع شيفيلد وينزداي ونادي تشيسترفيلد وBe Quick 1887 ‏ ودنابي يونايتد.